# Vangjo Kosta
Vangjo Kosta (ur. 25 marca 1934 w Korczy) – albański śpiewak i reżyser operowy, tenor.

## Życiorys
W dzieciństwie występował w jednym z amatorskich zespołów muzycznych, działających w Korczy. W połowie lat 50. śpiewał w Kuçovie i w Tiranie. W 1960 został wysłany na studia w konserwatorium w Sofii. Uczył się tam pod kierunkiem N. Bromorowa. Zmiana sytuacji międzynarodowej Albanii spowodowała, że Kosta przerwał studia i powrócił do Tirany. Studia dokończył w 1964, w Państwowym Konserwatorium w Tiranie, pod kierunkiem Mihala Ciko.
W 1965 został mianowany solistą Teatru Opery i Baletu, gdzie pracował do końca swojej kariery artystycznej. Oprócz śpiewu zajął się także reżyserią operową, adaptując kilka oper i operetek na scenę Teatru. Równocześnie prowadził zajęcia wokalne dla uczniów liceum artystycznego Jordan Misja i dla studentów Instytutu Sztuk w Tiranie. W 1980 zaśpiewał w filmie fabularnym Karnavalet, w którym podkładał głos do roli Nikollaqiego. W 1988 przeszedł na emeryturę.
W repertuarze Kosty znajdowały się arie operowe, a także pieśni ludowe. Za swoją działalność otrzymał tytuł Artysty Ludu (alb. Artist i Popullit).